# One Piece 3D - L'inseguimento di Cappello di Paglia
 One Piece 3D - L'inseguimento di Cappello di Paglia (ONE PIECE 3D 麦わらチェイス?, Wān Pīsu 3D: Mugiwara Cheisu) è l'undicesimo film ispirato alla serie manga ed anime One Piece, uscito nelle sale giapponesi il 19 marzo 2011, assieme al primo film dedicato al manga Toriko. Tra i film di One Piece è il primo ad essere proiettato in 3D ed è quello di durata minore: solo 30 minuti. In Giappone è uscito in DVD il 20 luglio 2011. In Italia il film è uscito doppiato in italiano in DVD e Blu-ray Disc il 15 dicembre 2017 distribuito da Koch Media al l'interno del cofanetto One Piece Film Collection.

## Trama
Schneider, ormai vecchio e stanco, decide di sciogliere la sua piccola ciurma composta da lui stesso e Buzz, il suo anziano cane. L'animale, però, gli fa capire che non è d'accordo. Schneider, quindi, decide di fare un patto col suo vecchio compagno: se Buzz riuscirà a rubare il cappello di paglia del pirata Monkey D. Rufy, la loro ciurma non verrà sciolta. Sorprendentemente, Buzz, che grazie al potere del frutto del diavolo Avis Avis può trasformarsi in un'aquila, riesce nell'impresa e di conseguenza la ciurma di Cappello di Paglia darà vita ad un lungo inseguimento. Dopo una lunga caccia, Rufy e Buzz finiranno in una base militare della Marina e qui la ciurma dovrà intraprendere una dura lotta che si concluderà con la loro vittoria. Infine, Schneider e Buzz fanno amicizia con i pirati di Rufy e il vecchio Schneider promette di non sciogliere la sua piccola ciurma.

### Personaggi esclusivi del film

#### Schneider
Schneider (シュナイダー?, Shunaidā) è il capitano della ciurma di Schneider composta, oltre che da lui, dal suo cane Buzz. È un uomo piuttosto anziano con la pelle scura e la fronte sporgente. È calvo sulla sommità della testa ma ha lunghi capelli grigi sulla parte posteriore di essa. Oltre ai capelli, anche la sua barba e i suoi baffi sono grigi. Indossa una maglia viola malandata e una giacca da capitano rosa. Sul petto ha un tatuaggio rosso.
Durante l'inseguimento della ciurma di Cappello di Paglia, Chopper lo curerà e quando saprà che Buzz è riuscito a rubare il cappello di Rufy si preoccuperà per l'amico, ma allo stesso tempo sarà orgoglioso di lui. Il suo Jolly Roger rappresenta un teschio con due piccole ali e una barba grigia.

#### Buzz
Buzz (バズ?, Bazu) è un vecchio bulldog compagno di Schneider. Il colore del suo pelo è arancione e possiede una piccola cicatrice sulla parte destra della testa. Ha mangiato il frutto Avis Avis, modello Aquila che gli permette di trasformarsi in un'aquila. La forma ibrida di Buzz, quella di un ibrido aquila-cane, lo rende simile al Simurg, una creatura dalla mitologia persiana descritta come in parte cane e in parte uccello.